# Mistreated
Mistreated (engl. für: „Schlecht behandelt“) ist ein Lied der britischen Rockband Deep Purple. Das auf bluesigem Einfluss basierende Rockstück wurde im Jahre 1974 auf dem Album Burn erstveröffentlicht.

## Hintergrund
Von Ritchie Blackmore ursprünglich für das Studioalbum Fireball geplant, wurde Mistreated auf Burn veröffentlicht. Der annähernd siebeneinhalb Minuten lange Fast-Blues-Song in Fis-Moll basiert wie schon einige Purple-Stücke zuvor auf dem Riff von Speed King.

## Liveaufführungen
Vor allem live lebt Mistreated von Ritchie Blackmores „reißenden“ und zugleich „beruhigend-atmosphärisch“ arrangierten Gitarrensoli und David Coverdales „ekstastischem“ Gesang, der großzügigen Freiraum für Improvisationen bietet. Der Song wurde auch auf dem 1974er Livealbum California Jam veröffentlicht.
Mistreated war in den Jahren von 1974 bis zur Purples Auflösung im Jahre 1976 fester Bestandteil ihrer Konzerte.

## Coverversionen
Heutzutage wird Mistreated von David Coverdales Band Whitesnake bei Konzerten live aufgeführt, und 2015 wurde es gemeinsam mit 14 anderen Liedern aus der „Coverdale-Ära“ auf Whitesnakes The Purple Album veröffentlicht. Auch der ehemalige Deep-Purple-Bassist Glenn Hughes verwendet das Lied seit den 1990er Jahren regelmäßig bei seinen Auftritten wie dem Hellfest 2016. Er spielt den Song auf der Bühne auch in diversen Formationen wie Black Country Communion und Rata Blanca, sowie mit Musikern wie Yngwie Malmsteen, Joe Bonamassa, Jason Bonham oder Doug Aldrich.
Bei Ritchie Blackmores Band Rainbow gehörte Mistreated bis 1997, dem Ende der Formation, zur Setlist. Eine der markantesten Aufnahmen befindet sich auf dem Live-Album „Live On Stage“. Auch Ronnie James Dio, der damalige Sänger der Band, benutzte es noch häufiger auf Live-Konzerten seiner Solo Band DIO.
1996 wurde der Song von Yngwie Malmsteen für sein Album Inspiration gecovert.
Auch andere Metal- und Rockbands wie Metallica schufen Coverversionen von Mistreated.